# Vermessungsamt

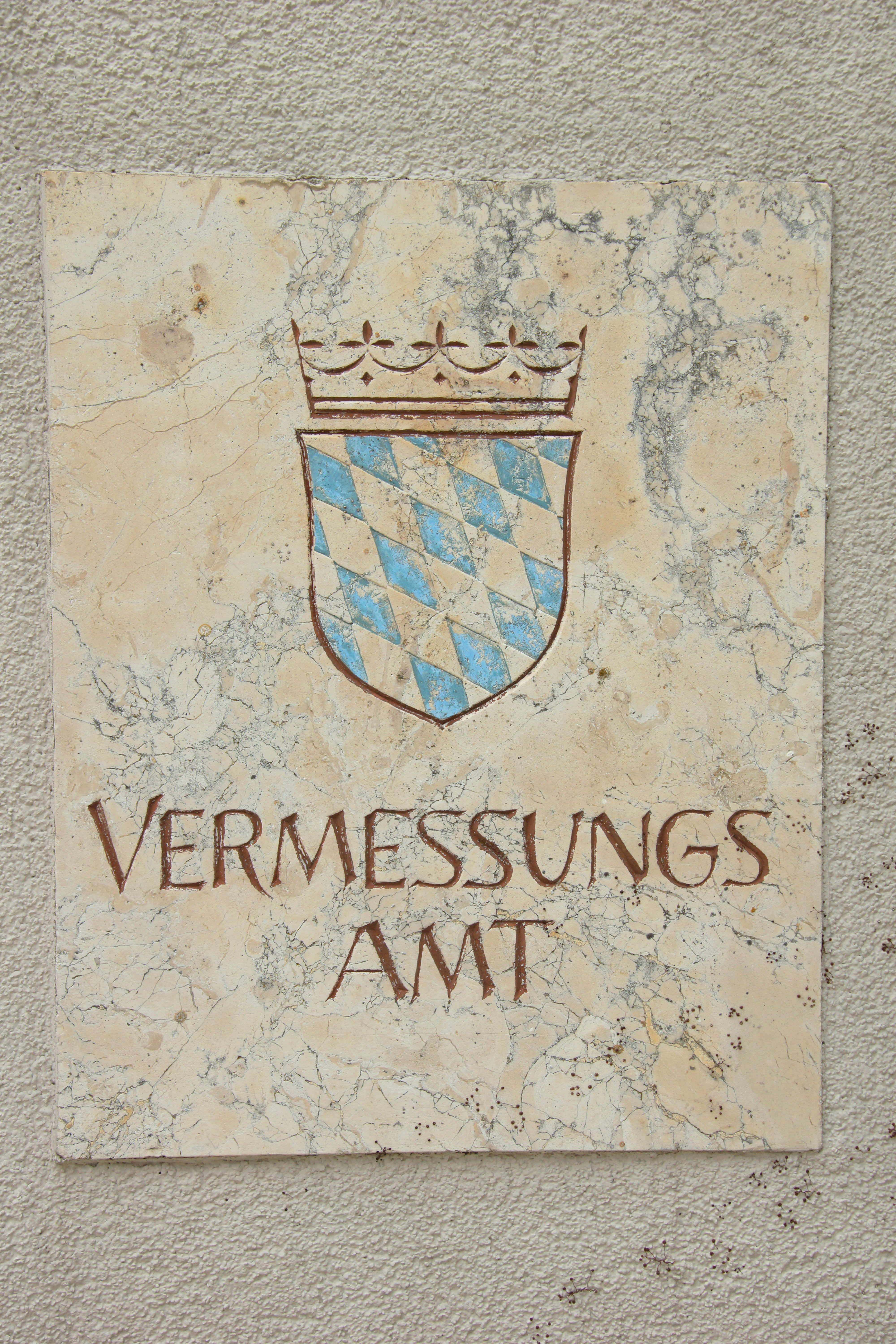
Bayerisches Vermessungsamt

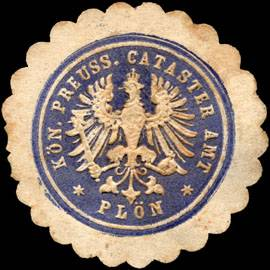
Siegelmarke des Königlich Preussischen Catasteramtes in Plön

Vermessungsamt (im verwaltungsrechtlichen Sprachgebrauch auch Vermessungsbehörde, früher auch Messungsamt bzw. Messungsbehörde) ist allgemein eine Bezeichnung für eine Behörde des Landes, einer kommunalen Behörde oder deren organisatorischen Teil, die Aufgaben des amtlichen Vermessungswesens wahrnimmt. 
Je nach Organisationsform in den einzelnen Ländern bezeichnet Vermessungsamt, Katasteramt, Vermessungs- und Katasteramt oder Amt für Bodenmanagement die Behörde oder Organisationseinheit, die für die Flurstücksvermessung (auch Liegenschaftsvermessung oder Katastervermessung) und die Führung des Liegenschaftskatasters als amtliches Verzeichnis der Flurstücke zuständig ist. 
Mehrere Länder haben die bisherige Bezeichnung aufgehoben und andere Bezeichnungen gefunden, die meist den Wortstamm Geo- für Geodäsie oder Geoinformation enthalten. Hierdurch soll die Veränderung des Aufgabenschwerpunktes von der Vermessung zu den digitalen Geobasisdaten verdeutlicht werden.
Im umfassenden Sinne nennt man die das Liegenschaftskataster führende Verwaltung Vermessungs- und Katasterverwaltung oder Vermessungs- und Geoinformationsverwaltung. Außerdem publizieren viele dieser Institutionen amtliche Karten und sind deshalb auch Kartenverlage.
Oft getrennt geführt wird – bzw. wurde – die Militärgeografie mit ihren eigenen Ansprüchen an Vermessung, Kartografie und Geheimhaltung.

## Vermessungsämter der Staaten
- Deutschland: → Vermessungsämter in Deutschland
- Österreich: Bundesamt für Eich- und Vermessungswesen (BEV), 41 örtliche Vermessungsämter[1], Hydrografisches Zentralbüro (HZB), Heeres-Bau- und Vermessungsamt (Sektion III des BMLV)[2] – historisch: k.u.k. Militärgeographisches Institut (heute BEV und Institut für Militärisches Geowesen IMG)